# Exostema stenophyllum
Exostema stenophyllum là một loài thực vật có hoa trong họ Thiến thảo. Loài này được Britton mô tả khoa học đầu tiên năm 1915.